# 波柳什基涅
52°9′19″N 33°4′24″E / 52.15528°N 33.07333°E
波柳什基涅（烏克蘭語：Полюшкине），是烏克蘭的村落，位於該國北部切爾尼戈夫州，由諾夫哥羅德-謝韋爾斯基區負責管轄，面積0.65平方公里，海拔高度184米，2001年人口145，人口密度每平方公里223.1人。